# Львівська українська приватна гімназія-Ліцей
Львівська українська приватна гімназія-Ліцей — загальноосвітній навчальний заклад у Галицькому районі міста Львова. У гімназії навчаються учні 1—11 класів. Навчання у гімназії здійснюється українською мовою, з 1-го класу як іноземні вивчаються: англійська та німецька.

## Історія навчального закладу
Гімназія заснована 18 березня 1991 році (Розпорядження Виконавчого комітету Львівської міської Ради народних депутатів № 305). 6 березня 2000 р. занесена до Державного реєстру навчальних закладів. 12 липня 2000 р. включена до Проекту Асоційованих шкіл UNESCO (ASPNet).
У 2006 р. Головним управлінням освіти і науки Львівської облдержадміністрації була як навчальний заклад була атестована з відзнакою.  
У 2020 р. перереєстровано у приватний навчальний заклад «Львівська українська приватна гімназія-Ліцей», який діє як приватний заклад загальної середньої освіти І — ІІІ ступенів.

### Завдання(Бачення)
- створення освітнього середовища, яке забезпечить цілісний розвиток дитини, її духовно-ціннісну орієнтацію, морально-етичні чесноти,
- розвиток впевненості дитини у власних силах та готовності до самоосвіти,
- навчання гнучкості та адаптивності до модерних викликів глобалізованого суспільства,
- вироблення в дитини свідомого позитивного ставлення до світу і самого себе, вміння ставити перед собою цілі та знаходити шляхи для їх досягнення.

## Структура ліцею та правила прийому
- структурний підрозділ І ступеня «Початкова школа»  (тривалість навчання — чотири роки);
- структурний підрозділ ІІ ступеня «Базова середня освіта» (тривалість навчання — п'ять  років);
- структурний підрозділ ІІІ ступеня  «Профільна середня освіта» (тривалість навчання — три  роки).

Набір у 1, 5 та 10 класи відбувається протягом травня-червня поточного року на основі загального конкурсу (передбачає написання тестових завдань з української мови та математики за програмою відповідного класу, співбесіда)
Ліцензований обсяг — 250 учнів.

## Матеріально-технічна база
- 2 корпуси: в одному навчаються учні початкових класів, у другому — учні 5-11 класів;

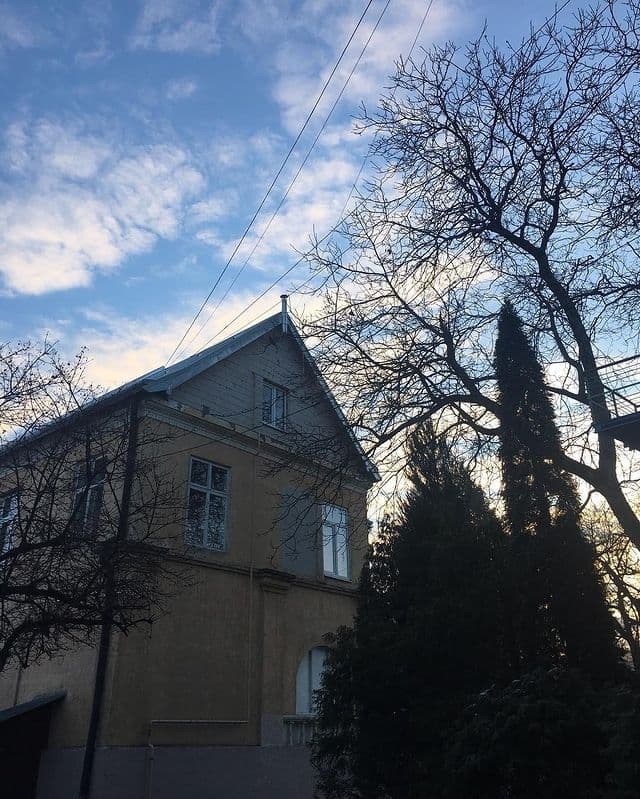
2-й корпус

- навчальні класи та кабінети, обладнані сучасними технічними засобами (мультиборди, ультракороткі інтерактивні проектори; ноутбуки тощо);
- спортивний та ігровий майданчики;
- їдальня;
- сад та квітник загальної площі.

## Проекти/гімназійне самоврядування
- флешмоби, науково-практичні конференції та зустрічі, бали;
- тристоронні проекти (Львів/Україна-Краснистав/Польща-Мюнхен/Німеччина) протягом 1999—2009 р. під егідою EVZ Stiftung (грантова програма «Europeans for Peace» / MitOst e.V.): «Einmal fallen alle Mauern» 2000 р., POL&IS 2005; «Frieden braucht Mut» 2006 р.;
- Проект Асоційованих шкіл UNESCO (ASPNet) протягом 2000—2020 р.: організатори конференції «Від магдебурзького права до європейської інтеграції» 2006 р.; учасники офіційних делегацій на міжнародні зустрічі (Австрія, Аргентина, ОАЕ); учасники (командні переможці) щорічної рольової гри «Модель ЮНЕСКО».

## Випускники
За роки роботи гімназії 529 гімназистів стали її випускниками, 100 % з них продовжили навчання закладах вищої освіти України та за кордоном. З часом випускники гімназії досягли успіху у різних сферах, зокрема, в медицині та юриспруденції, економіці, політиці і бізнесі, біології та інженерії, архітектурі і дизайні, дипломатії та журналістиці, мистецтві, освіті та в спорті як в Україні, так і в інших державах світу (Канаді, США, Польщі, Німеччині, Австрії, Об'єднаному Королівстві, Австралії, Нідерландах, Франції, тощо).

## Досягнення
ЛУПГ неодноразово була відзначена в списку топ шкіл Львова (2014 ,2015, 2016р, 2017., 2018, 2019.)
Гімназія має низку нагород:
- Почесна грамота Міністерства освіти та науки України, 2006 рік.
- Почесна грамота Міністерства освіти та науки України, 2011 рік.
- Почесна грамота національної комісії України у справах UNESCO, 2004 рік.
- Почесна Грамота Громадської організації «Асоціація приватних закладів освіти (ASPNet)», 2011 р.
- Диплом учасника національного конкурсу молодіжних екологічних проектів та інноваційних рішень  «YouthEkoChallenge»   всеукраїнського молодіжного екологічного форуму «GreenMindGeneration», 2019.